# Lócus de controle
Lócus de controle é a expectativa do indivíduo sobre a medida em que os seus reforçamentos se encontram sob controle interno (esforço pessoal, competência, etc.), ou externo (as outras pessoas, sorte, chance, etc.). Foi formulado por Julian B. Rotter em 1966 em seu artigo "Psychological Monographs". lócus significa lugar em latim. Neste sentido, caso uma pessoa tenha um lócus de controle predominantemente interno se sente mais no controle de sua própria vida e sucesso, exigindo mais de si mesmo e se concentrando no que pode fazer por conta própria para lidar com os problemas atuais enquanto uma pessoa com lócus de controle predominantemente externo sente que fatores externos tem um controle maior na sua vida, exige mais dos outros, tem uma maior dependência emocional e funcional e são mais afetadas por críticas e elogios. É importante ressaltar que até hoje existem discussões conceituais e discordâncias entre esses conceitos.
Levenson desenvolveu uma escala para medir a internalidade ou externalidade do lócus de controle. Essa escala foi traduzida e adaptada ao contexto brasileiro por Dela Coleta em 1987.

## Lócus de controle e saúde
A externalidade ou internalidade do lócus está intimamente associada a cultura social e familiar. Na cultura latino americana pessoas mais religiosas tendem a associar mais os acontecimentos a fatores externos como a vontade de Deus, destino e sorte. Pessoas que ao invés de focalizarem nos resultados de suas próprias ações se focalizam nesses fatores externos podem estar em risco para desenvolverem doenças devido à falta de cuidados preventivos apropriados e por correrem mais riscos confiando na sorte ou em Deus.
Um estudo mostrou que diabéticos tem predominância de lócus de controle externo. Alguns cientistas acreditam que pessoas com lócus de controle externo tenham maior propensão para adiar cirurgias corretivas e quando participam de programas de controle de peso, são as de menor sucesso.

## Lócus de controle e organizações
Abbad e Meneses desenvolveram uma escala de avaliação do lócus de controle voltada para o contexto organizacional que consiste em 12 eventos que devem ser avaliados o quanto dependem de si mesmo, dos outros ou da sorte numa escala de Likert de 1 a 5.
Este mesmo estudo cita a definição dada por Wenzel, para quem lócus de controle "refere-se ao modo como uma pessoa percebe a relação entre seus esforços e o resultado de um evento. Caso esta relação esteja clara para o indivíduo, diz-se que ele é internamente orientado, ao passo que quando a relação não é clara, a pessoa passa a responsabilizar outros fatores pelo sucesso ou fracasso de determinada ação. Nesse caso, diz-se que ela é externamente orientada" e mais adiante menciona um estudo de Pasquali et al. (1998), que considerou como premissa que "o construto lócus de controle, ao contrário de sua definição como um traço de personalidade, seria mais bem compreendido como um estado disposicional do indivíduo que se modifica de acordo com a situação. Além disso, é multidimensional, podendo assumir uma estrutura empírica e conceitual composta por três dimensões  pessoal, social e impessoal (...)".